# Zumarraga, Tây Ban Nha
Zumarraga là một đô thị trong tỉnh Guipúzcoa thuộc cộng đồng tự trị Xứ Basque, Tây Ban Nha.
43°05′B 2°19′T / 43,083°B 2,317°T